# Los súper acróbatas
Los súper acróbatas o Stunt Dawgs en inglés es una serie animada de aventura comedia (1992 -1993) sobre un equipo de trabajo de acróbatas y su bulldog llamado Splat, que también resuelven los problemas heroicamente. La serie fue producida por DiC Entertainment y Rainforest Entertainment, y cocreada por Jeff Franklin, conocido por la coproducción de Full House. 
Una breve adaptación de cómics de Harvey Comics fue escrito por Michael Gallagher y dibujado por Nelson Dewey, quien trabajó a partir de scripts y hojas de modelo de la serie. 

## Personajes
Super Acróbatas
Needham - El personaje principal y la sensatez héroe de la serie, con un pecho exageradamente grande y la barbilla. Él habla con un acento texano y tiene su propio tema, que se juega en los créditos finales en algunos episodios y oído en una forma instrumental en toda la serie. Grito de guerra de Needham es "T.T.K.B." lo que significa "Es Hora de Patear Traseros". Needham fue nombrado después de Stuntman exdirector Hal Needham. 
Splat - Los ricos, relajado financiero de la Dawgs Stunt que habla con un acento elegante, que denota su crianza cultivadas de una familia rica. Sus padres no aprueban la elección de su profesión. Es el piloto del helicóptero militar a futuro. 
Sizzle - La mujer caliente del Dawgs Stunt, ella usa color de las llamas spandex y habla con un acento sureño muy estereotipadas como Rogue de los X-Men (que fue interpretado por Lenore Zann, la misma actriz en los 90's X-Men serie animada ). Ella a veces le gusta coquetear con Needham. Ella conduce un coche de carreras de aspecto rosado con el gigante de los neumáticos traseros y también dispara un lanzallamas de bolsillo instalación. 
Skidd conductor de la motocicleta - Una "casi una locura" que se encuentra a menudo cerca de reflexionar temas sin sentido. Su boca huele mal, como es conocido por eructar en voz alta con su aliento terrible. Su vehículo es un vehículo de tres ruedas. 
Crash - Un stuntdriver negro que, como su nombre lo indica, es conocido por meterse en los accidentes. Es también a menudo se encuentran huyendo de Velda, que está enamorada de él. Su vehículo es un blanco y negro de carreras de coches de estilo con el gigante de las ruedas traseras como Arden's. 
Perro bastante inteligente Humanos - El Super Acróbata '.

## Stunt Scabs
Richard P. Fungus - Un director de ególatra que está obsesionado con perseguir el dinero, la fama y la destrucción de la Dawgs Stunt. Su grito de guerra es "Luces, Cámara, Mayhem!" También es conocido por decir, "lo desprecio!" Odia a nada más en todo el mundo que ser llamado "Dick". Hongo fue haber sido llamado Peter Bogus, al parecer una parodia del director Peter Bogdanovich. Hongo también aparece al final de cada programa en el directorio / Franklin Productions logo Waterman. 
Airball (a veces bola de pelo) - hongo de corta estatura segundo al mando, que afecta a Napoleón Bonaparte, a menudo llamado hongo "Capitán Mon". Hongo generalmente saca su frustración en él, cuando las cosas van mal. 
Badyear - Una mala calidad, trabajador de la construcción grande que es frugal, hasta el punto de ser barato. 
Half-A-Mente - Apenas un ser humano y, al parecer un cyborg de algún tipo (con una rueda de una pierna), Half-A-mente es propenso a desmoronarse después de ser golpeado. Half-mente es el más tonto del grupo. Él es brevemente con la inteligencia infundida en un episodio, que se hace llamar "la mente-y-media" y hacerse cargo de las costras Stunt. 
Lucky - Un tío con cejas tupidas que sufre de la suerte de la peor especie. Siempre mira a su suerte de optimismo con su eslogan "¿Podría haber sido peor" (aunque a menudo empeoran inmediatamente después de que lo dice). 
Ssss Vid (a veces Ssss Kid) - Un joven genio psicóticos cuyos inventos rara vez la labor de la manera en que se supone que, a menudo que lo llevó a gritar "Glitch!" Su frase es una risa extraña que suena como "Whoo-hoy".

## Otros personajes
Slime - El abogado de mala calidad de las costras Stunt. 
Bambi, Bumbi, Bombi - Las tres novias Bimbo idénticas de hongos. 
Nina Newscaster - Un periodista que es a menudo presentes en los feudos de la Dawgs Stunt y las costras Stunt. 
Velma - Una mujer que está enamorado de Crash. El tema sugiere que una vez que estuvieron juntos, aunque hay poco en la serie de sugerir esto.

## Transmisiones
La Serie se Transmitió en México A través de Cadena Tres (Canal 28) Los sábados y domingos

## Información
La Información Fue Tomada y Traducida de la Versión en Inglés de Stunt Dawgs Bajo la Licencia GFDL, Adaptada a la Información Tanto en la Info. en Inglés como la Info. Extra para su Versión en Español.

## Actores
- Neil Crone Como Whizz Vid y Needham.
- Harvey Atkin Como Badyear y Half a Mind.
- Ron Rubin Como Slime y Airball.
- Barbara Budd Como Nina Newscaster.
- Greg Morton Como Crash, Velma y Splat.
- John Stocker Como Richard P. Fungus
- Greg Swanson Como Skidd y Lucky.
- Lenore Zann Como Sizzle y Bambi.